# Chris Flippin
Chris Flippin (1968) è un chitarrista statunitense.

## Biografia
Chris "Big Bitch" Flippin è uno dei membri fondatori dei Lagwagon, unico membro superstite della formazione iniziale nei Section 8, e che per un breve periodo ha suonato con i Rich Kids On LSD. Ha avuto parecchi problemi con l'alcohol ed è stato spesso arrestato in passato tanto da saltare il tour in sud america nel 1997 (fu sostituito da Chris Shiflett dei NUFAN) e ancora oggi incontra parecchi problemi a farsi firmare il visto per il Canada proprio per i problemi legati all'alcohol.

### Inizi
Nel 1988 Chris entra a far parte di una garage band formata dai fratelli Plourde come chitarrista. La band era inizialmente composta dai soli Derrick e Bryan più Marko Desantis un chitarrista amico di infanzia dei fratelli. nel giro di due anni la band cambia più volte formazione sino a trovare nel 1990 una formazione fissa che si esibirà in molti locali e feste anche con nomi importantio come gli RKL. La band registra alcuni demo. alla fine del 1990 altri due membri vengono cambiati e la band trova un contratto con la Fat Wreck, cambiando il proprio nome in Lag Wagon.

### 1991-1998
Dal 1991 la band inizia a produrre album e girare il mondo in tour. Nel 1992 pubblicano Duh, che sarà seguito nel 94 da Trashed e nel 95 da Hoss. Dopo quest'album la band subisce alcuni mutamenti: Derrick e Shawn lasciano la band e verranno sostituiti da Dave Raun e Ken Stringfellow prima e Chris Rest poi. Con questi la band (che ha modificato il nome da Lag Wagon a Lagwagon, per problemi con la Ascap e la BMI riguardo ai diritti del nome appartenenti al batterista Plourde) registra altri due album.

### 1999-2006
Dopo il tour di Let's Talk about Feelings i Lagwagon si prendono una pausa. Joey e Dave iniziano a occuparsi più intensamente dei Me First and Gimme Gimmes e degli altri loro progetti (Bad Astronaut e Good Riddance), Jesse viene assunto come grafico in una famosa società produttrice di caffè a Santa Barbara. Leon decide di riunire gli RKL per fare varie date nella California: questa reunion è dovuta a problemi finanziari di alcuni membri. Big Bitch entra nella band al posto di Barry, chitarrista storico; qui ha la possibilità di risuonare con il suo vecchio amico Derrick Plourde. Nei momenti liberi i Lagwagon pubblicano un ep di 3 canzoni intitolato A Feedbad Of Truckstop Poetry nel 1999 e nel 2002 tornano in studio per registrare Blaze (che uscirà nel 2003). Nel 2003 registrano una delle loro date all'House Of Blues di Hollywood CA, ma a causa del poco tempo libero di Joey, l'album uscirà solo nel 2005. Nel 2005 Derrick si uccide e Chris torna in studio con i Lagwagon per renderli omaggio con l'album Resolve. A fine gennaio 2006 muore Jason Sears cantante storico degli RKL che si sciolgono definitivamente.

### Attualità (2006 - oggi)
Dal 2006 Chris ha suonato dal vivo solo con i Lagwagon senza pubblicare nuovi album ne arruolarsi in nuove band, ne come membro ufficiale ne come tournista. Il 19 agosto 2008 esce un EP di 7 canzoni dei Lagwagon (I Think My Older Brother Used to Listen to Lagwagon).

### Problemi con la legge
Chris Flippin è stato arrestato ben tre volte negli USA perché trovato alla guida in stato di ebbrezza. Nonostante l'ultimo arresto risalga al '94 Flip trova ancora problemi ad entrare in Canada dove per il recente tour è stato sostituito alla chitarra dal bassista dei Face to Face Scott Schiffler.

## Discografia
- Lagwagon - Duh (Album 1992)
- Lag Wagon - Trashed (Album 1994)
- Lag Wagon - Hoss (Album 1995)
- Lagwagon - Double Plaidinum (album 1997)
- Lagwagon - Let's Talk About Feelings (album 1997)
- Lagwagon - A Feedbag of truckstop poetry (album 1999)
- Lagwagon - Let's Talk About Leftovers (raccolta 2000)
- Lagwagon - Blaze (Album 2003)
- Lagwagon - Resolve (Album 2005)
- Lagwagon - I Think My Older Brother Used to Listen to Lagwagon (Ep 2008)